# 1958 год в авиации
Список событий в авиации в 1958 году.

## События
- 6 января — первый полёт истребителя-перехватчика Су-11.
- 18 января — расстрел Ил-14 в воздухе[1]
- 5 марта — первый полёт сверхзвукового самолёта Як-28 (лётчик-испытатель В. М. Волков).
- 14 марта — первый полёт советского лёгкого транспортного самолёта Ан-14 «Пчёлка».
- 29 апреля - на базе Главного управления специального вооружения Министерства обороны СССР создано 12-е Главное управление Министерства обороны СССР.[2]
- 27 мая — первый полёт истребителя F-4 «Фантом» II.
- 30 мая — первый полёт пассажирского самолёта Дуглас DC-8.
- 2 июня — в Дели подписано соглашение об установлении авиационного сообщения между Индией и СССР[3].
- 5 июня — заключено межправительственное советско-бельгийское соглашение об установлении прямого воздушного сообщения Москва — Брюссель[4].
- 31 августа — первый полёт единственного в истории авиации сверхзвукового палубного бомбардировщика Норт Америкэн A-5 «Виджилент».
- 28 ноября — создан Центральный музей Военно-воздушных сил РФ.

## Персоны

### Родились
- 31 октября — Бабушкин, Александр Михайлович, подполковник, заместитель командира авиационной пилотажной группы «Стрижи» до 1999 года. Групповой и одиночный высший пилотаж в АПГ «Стрижи» с 1991 года. За время службы в ВВС освоил Л-29, МиГ-21, МиГ-23, МиГ-29. Общий налёт составил свыше 2000 часов.

### Скончались
- 18 июля — Фарман, Анри, французский пионер авиации, спортсмен, авиаконструктор, совместно с братом Морисом основавший авиазаводы Farman.
- 19 августа — Черёмухин, Алексей Михайлович, советский авиационный конструктор, создатель первого отечественного вертолёта.